# Gul Kanel
Gul Kanel es el nombre de una variedad cultivar de manzano (Malus domestica). 
Un híbrido de manzana, variedad antigua cultivada en Suecia desde hace centurias, aunque es originaria de Rusia zarista. Las frutas son de tamaño mediano a grande la carne de sabor agridulce, fruta jugosa con aroma a canela. Adecuado su cultivo en Suecia en la zona de rusticidad delimitada por el departamento USDA, de nivel 1 a 5.

## Sinonimia
- "Gult kaneläpple",
- "Canela Amarilla" en España.

## Historia
La variedad de manzana 'Gul Kanel' es originaria de Rusia, emparentada con la variedad canela Antonovka, y fue descrita en 1915 en el manuscrito de la Sociedad Pomológica Sueca por el consultor pomólogo finlandés Björn Lindberg en Helsinki.
La descripción de 'Gul Kanel' está incluida en la relación de manzanas cultivadas en Suecia en el libro "Äpplen i Sverige : 240 äppelsorter i text och bild."-(Manzanas en Suecia: 240 variedades de manzanas en texto e imagen).

## Características
'Gul Kanel' es un árbol que crece vigorosamente y tarda algunos años en rendir, característica común a muchas otras variedades de canela. Acepta bien los terrenos arenosos. Tiene un tiempo de floración que comienza a partir del 28 de abril con el 10% de floración, para el 4 de mayo tiene una floración completa (80%), y para el 11 de mayo tiene un 90% caída de pétalos.
'Gul Kanel' tiene una talla de fruto de mediano a grande, con el contorno generalmente regular;presenta ligeras costillas, y una ligera cresta; piel relativamente gruesa, lisa, epidermis con color de fondo es amarillo verdoso, con un sobre color lavado de rojo, importancia del sobre color medio (45-55%) localizado en la zona expuesta al sol, y patrón del sobre color manchas / rayas, lenticelas de tamaño pequeño, ruginoso-"russeting" (pardeamiento áspero superficial que presentan algunas variedades) muy bajo; cáliz es pequeño y semicerrado, enclavado en una cuenca estrecha, y poco profunda con una ligera corona, y con plisamientos en sus paredes, con ligero ruginoso-"russeting" en su pared; pedúnculo es de longitud medio y de calibre medio, enclavado en una cuenca media con ligero ruginoso-"russeting" en su pared; carne de color blanco verdoso, de sabor agridulce, fruta jugosa con aroma a canela.
Esta manzana incluida en las variedades de otoño, madura a mediados de septiembre, y luego se puede almacenar durante aproximadamente dos meses. La manzana madura al mismo tiempo que Sävstaholm.

## Usos
Una buena manzana para comer fresca en postre de mesa, y por su sabor agridulce esta manzana podría tener aplicación en la elaboración de sidra.
Existen varias variedades con características mejoradas de 'Gul Kanel' entre ellas: "Matsanda's 1" y "Hagmark Gul Kanel".

## Ploidismo
Diploide, polen auto estéril, para su polinización necesita variedad de manzana con polen compatible.

## Susceptibilidades
Presenta cierta resistencia a la sarna del manzano y al mildiu.